# 佐藤皐蔵
佐藤 皐蔵（さとう こうぞう、1871年7月2日（明治4年5月15日） - 1948年（昭和23年）3月23日）は、大正期の海軍軍人。最終階級は海軍中将。岩手県花巻市出身。

## 経歴
1891年（明治24年）7月、海軍兵学校第18期を6位で卒業し、「比叡」乗組となる。同期には加藤寛治大将、安保清種大将がいる。「葛城」「高千穂」「橋立」乗組を経て1894年（明治27年）3月に海軍少尉に任官。「天城」「西京丸」「愛宕」乗組を経る間に、2度にわたり砲術練習所（海軍砲術学校の前身）で計8か月の教育を受けた。
「西京丸」乗組のときに日清戦争が生起し、黄海海戦に参加した。
1897年（明治30年）12月に海軍中尉に、同月に海軍大尉に進級し、「海門」分隊長。以後、「橋立」分隊長、「鎮遠」砲術長を経て、1900年（明治33年）8月にイギリスで建造中の戦艦「初瀬」の回航委員の一人として渡英。1900年（明治33年）8月に「初瀬」砲術長。帰朝後に海軍省軍務局課僚、常備艦隊参謀を経て、1903年（明治36年）4月にイギリス駐在。同年9月、海軍少佐に進級。
日露戦争開戦（1904年（明治37年）2月）を受けて、同年4月に帰朝し、巡洋艦「吾妻」分隊長に補され、蔚山沖海戦に参加。同年10月、「常磐」砲術長に転じ、日本海海戦に参加した。イギリスで建造中の「香取」回航委員として三度目の訪英。1906年（明治39年）1月、「香取」砲術長。同年9月、海軍中佐に進級して呉鎮守府参謀、同年12月、海軍砲術学校教官。
第1艦隊参謀を経て、1910年（明治43年）12月に呉工廠艤装員に任じられた。佐藤が担当したのは、戦艦「安芸」であった。「安芸」は無事竣工し、佐藤は初代副長となった。
翌1911年（明治44年）12月に大佐へ昇進し、遠く旅順で引退を待つ通報艦「鈴谷」の艦長に任じられた。「鈴谷」艦長は1年4ヶ月に及んだが、1913年（大正2年）4月に「利根」、翌月には「吾妻」と巡洋艦艦長を2隻歴任すると、1914年（大正3年）8月には、再び呉工廠艤装員に任じられた。この時、佐藤に託されたのが戦艦「扶桑」であった。翌4年2月、「扶桑」の竣工にあわせて初代艦長の栄誉を得た。10ヶ月の艦長生活を謳歌し、この年の12月に教育本部に招聘され、高等教育を担当する第2部長として軍政に携わることとなった。
教育本部第2部長に在職中の翌1916年（大正5年）12月、少将へ昇進。このまま教育者か軍政官として海軍に奉職するかと思われたが、1917年（大正6年）2月、唐突に海上勤務へ引き戻された。ドイツおよびオーストリアによる無制限潜水艦作戦に対抗し、連合軍の輸送船団を護衛するために3個特務艦隊の海外派遣が急遽決定されたためであった。
インド洋横断航路を担当する第一特務艦隊司令官は竹下勇中将、アンザック連絡航路を担当する第三特務艦隊司令官は山路一善少将が任命されたが、最も危険な地中海横断航路を担当する第二特務艦隊の司令官に任じられたのが佐藤だったのである。水雷戦隊の指揮はおろか、駆逐艦の乗艦経験もない佐藤ではあったが、旗艦「明石」に座乗し、2個駆逐隊を統率してマルタ島へ出撃した。砲術畑の佐藤にとっては不慣れな対潜作戦ではあったが、のちに水雷学校長を務める長沢直太郎や潜水艦作戦の第一人者となる岸井孝一、航空畑に転じる山口多聞、水雷戦の実践者として評価の高い田中頼三ら多くの水雷専門のスタッフを招聘していた。
第二特務艦隊はマルタを拠点にアレキサンドリアからマルセイユまでの地中海縦貫航路の船団護衛を1年半にわたり担当。駆逐艦「榊」が被雷・船体裂断の大破損傷を受けたのをはじめ、戦死者・病死者78名の犠牲を出しながら任務を完遂した。佐藤は司令官として連合国各国元首・首脳に招かれて謝辞や勲章を受けた。そのうちの一つ、ベルギー王国勲二等王冠勲章は佐藤の郷里花巻市に寄贈されている。佐藤は日本の国際的地位の向上に貢献した。
帰国後の1919年（大正8年）9月、砲術学校長に就任。1911年（大正10年）までの2年間、八八艦隊計画の中核をなす戦艦の砲術研究や防御策の研究や実践を推進した。着任から1年後の1920年（大正9年）12月の定期人事で中将へ昇進している。 
1921年12月、最後の任地となる大湊要港部司令官に着任。1年間の任期を終えて待命。 1923年（大正12年）3月31日予備役編入、1938年（昭和13年）5月15日退役。
1948年（昭和23年）3月23日、76歳で病没した。

## 栄典
位階
- 1894年（明治27年）4月16日 - 正八位[2]
- 1898年（明治31年）3月21日 - 正七位[3]
- 1903年（明治36年）5月20日 - 従六位[4]
- 1906年（明治39年）11月30日 - 正六位[5]
- 1911年（明治44年）12月20日 - 従五位[6]
- 1916年（大正5年）12月28日 - 正五位[7]
- 1920年（大正9年）12月20日 - 従四位[8]
- 1923年（大正12年）4月30日 - 正四位[9]

勲章等
- 1895年（明治28年）11月18日 - 勲六等単光旭日章[10]明治二十七八年従軍記章[11]
- 1901年（明治34年）5月31日 - 勲五等瑞宝章[12]
- 1902年（明治35年）5月10日 - 明治三十三年従軍記章[13]
- 1905年（明治38年）5月30日 - 勲四等瑞宝章[14]
- 1906年（明治39年）4月1日 - 功四級金鵄勲章・旭日小綬章・明治三十七八年従軍記章[15]
- 1912年（明治45年）5月24日 - 勲三等瑞宝章[16]
- 1918年（大正7年）6月29日 - 勲二等瑞宝章[17]
- 1920年（大正9年）11月1日 - 功二級金鵄勲章・旭日重光章・大正三年乃至九年戦役従軍記章[18]戦捷記章[19]
- 1921年（大正10年）7月1日 - 第一回国勢調査記念章[20]
- 1940年（昭和15年）8月15日 - 紀元二千六百年祝典記念章[21]

外国勲章佩用允許
- 聖マイケル・聖ジョージ勲章ナイト・コマンダー (イギリス)
- レジオンドヌール勲章コマンドゥール (フランス)
- ベルギー王冠勲章グランド・オフィサー (ベルギー)
- 救い主勲章グランド・コマンダー (ギリシャ)
- イタリア王冠勲章グランド・オフィサー (イタリア)